# MERLIN
Le Multi-Element Radio Linked Interferometer Network (MERLIN) est un réseau de radiotélescopes situé en Angleterre et servant à des observations interférométriques. Le réseau est supervisé par l'Observatoire de Jodrell Bank, lequel est exploité par l'université de Manchester au nom du UK Research and Innovation (en),,
Le réseau consiste en sept radiotélescopes, dont le télescope Lovell sur le site de l'observatoire de Jodrell Bank, le Mark II à Cambridge dans le Worcestershire, le radiotélescope de Knockin dans Shropshire et les radiotélescopes de Darnhall et de Pickmere dans le Cheshire,. La ligne de base la plus longue mesure 217 km et MERLIN peut fonctionner à des fréquences entre 151 MHz et 24 GHz. À la longueur d'onde de 6 cm (5 GHz), il a une résolution de 40 millisecondes d'arc.
Quelques radiotélescopes du réseau sont parfois utilisé par l’European VLBI Network pour augmenter la résolution des observations par interférométrie à très longue base (Very-long-baseline interferometry, VLBI).